# Người Thổ (Việt Nam)
Người Thổ hay còn gọi là người Cuối hay người Mọn là một nhóm dân tộc Việt-Mường có vùng cư trú chính ở phần phía tây tỉnh Nghệ An, Việt Nam; được công nhận là một trong số 54 dân tộc tại Việt Nam. Trước 1945, người Thổ được coi là người Mường và không có định danh dân tộc riêng.
Người Thổ có nhiều nhóm khác nhau, có các tên gọi khác như Kẹo, Mọn, Cuối, Họ, Đan Lai, Ly Hà, Tày Pọng, Con Kha, Xá Lá Vàng v.v.
Người Thổ nói tiếng Thổ, tiếng Cuối... ngôn ngữ thuộc Ngữ chi Việt, nhưng có nhiều phương ngữ khác nhau.

## Ngôn ngữ
Do quá trình cấu kết dân tộc diễn ra với nhiều giai đoạn khác nhau nên thành phần cấu thành của dân tộc Thổ rất đa dạng, vì vậy không tồn tại 1 thứ tiếng Thổ đơn nhất, tuy nhiên tất cả các nhóm Thổ đều có ngôn ngữ gốc thuộc ngữ chi Việt trong ngữ hệ Nam Á . Theo nhà ngôn ngữ học Nguyễn Hữu Hoành (2009) thì về ngôn ngữ các nhóm Thổ có thể được phân loại như sau
- Nhóm Mọn, Họ gần nhất với người Mường, họ nói một thổ ngữ Mường, 2 thứ tiếng này giống nhau đến 98% do vậy được coi là cùng một ngôn ngữ, ngôn ngữ của họ từng được Maspéro phân loại là tiếng Nam Mường. Mức độ giống nhau về từ vựng của tiếng Nam Mường với tiếng Mường Bi (Hòa Bình), Mường Ống (Bá Thước, Thanh Hóa) và phương ngữ Nghệ An của tiếng Việt lần lượt là 77%, 79% và 71%. Tuy nhiên từ vựng của Nam Mường lại giống tới 84% so với tiếng Mường ở Như Xuân (Thanh Hóa). "Mọn" là tên gọi trong tiếng Mường để chỉ người Mường. Cư trú ở khu vực phía tây sông Hiếu, thuộc các huyện Quỳ Hợp, Nghĩa Đàn, Tân Kỳ.
- Nhóm Thổ Lâm La (Nghĩa Đàn, Nghệ An) và Thổ Như Xuân (Thanh Hóa), 2 nhóm này tuy có bộ từ vựng tương đồng cao so với tiếng Việt (lần lượt 94% và 95%). Tuy nhiên quá trình thay đổi về ngữ âm của 2 thứ tiếng trên lại tương đối khác so với tiếng Việt. Ngoài ra, Hoàng Hữu Hoành cũng đề cập rằng quá trình cách tân ngữ âm của Thổ Lâm La và Thổ Như Xuân là tương tự với tiếng Nguồn. Tuy vậy mối quan hệ của Thổ Lâm La, Thổ Như Xuân và tiếng Nguồn với tiếng Việt và các tiếng Mường khá chồng chéo và không nhất quán do vậy Hoàng Hữu Hoành đã xếp nhóm này thành 2 nhóm riêng biệt cùng với tiếng Nguồn là những nhóm chưa xác định được vị trí trong phân nhánh Việt-Mường
- Nhóm Cuối tạo thành 1 ngôn ngữ riêng biệt với hai phương ngữ chính là Cuối Chăm (Tân Hợp) và Cuối Đếp (Quang Tiến và Quang Phong). Tiếng Cuối cùng với tiếng Tày Poọng-Đan Lai, Tày Tum và Tày Hung bên Lào tạo thành một nhánh riêng trong ngữ chi Việt song song với các ngành Việt-Mường và Chứt. Tuy vậy, sự giống nhau về từ vựng của tiếng Cuối và Tày Poọng chỉ ở mức 66% thấp hơn cả sự tương đồng của tiếng Việt và các ngôn ngữ Mường.

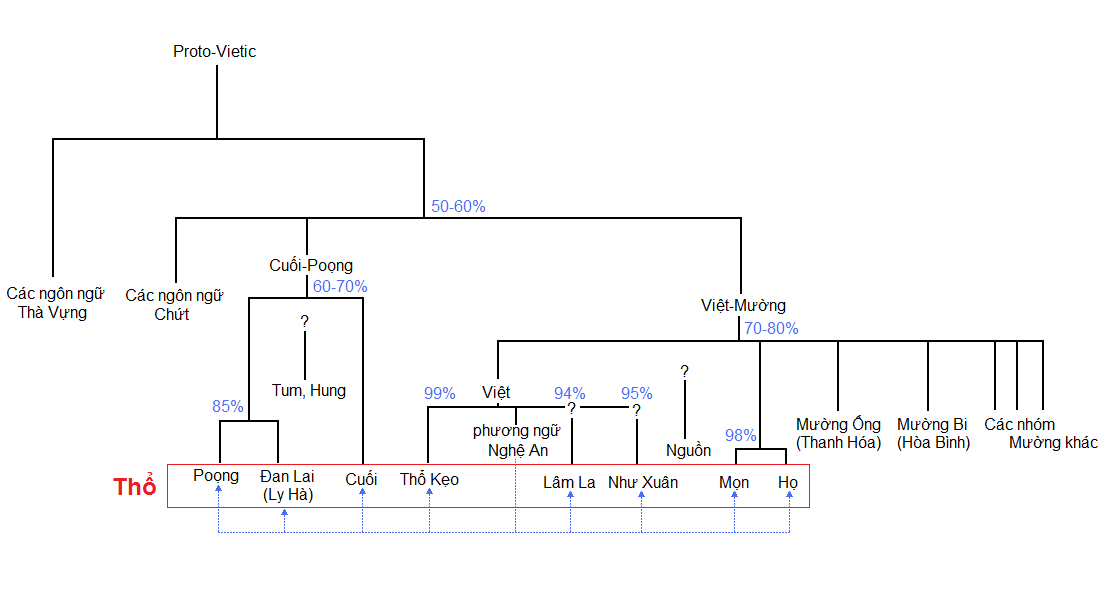
Sơ đồ phân loại các ngôn ngữ Thổ

- Nhóm Kẹo (xã Nghĩa Quang, hiện là phường Quang Tiến và Quang Phong, tx Thái Hòa) sử dụng tiếng Việt dù văn hóa của họ cũng chịu nhiều ảnh hưởng từ người Cuối và người Thổ Mọn. Ngôn ngữ của họ có tương đồng về từ vựng lên đến 99% với phương ngữ Nghệ An của tiếng Việt, quá trình phát triển ngữ âm cũng tương tự. Ho được cho là có nguồn gốc từ người Việt từ đồng bằng di cư lên miền núi kết hợp với người Cuối, người Mọn đã Việt hóa. "Kẹo" là tên người Thái dùng để chỉ người Việt-Mường.
- Nhóm Tày Poọng, Đan Lai (Ly Hà) được cho là nhóm bản địa tại miền Tây Nghệ An. Sự giống nhau về từ vựng của tiếng Đan Lai và tiếng Tày Poọng lên đến 85% do vậy chúng có thể được coi là các phương ngôn của cùng 1 ngôn ngữ. Tuy nhiên tiếng Tày Poọng hiện nay đang dần mai một, người Tày Poọng hiện nay đang dần chuyển sang nói tiếng Thái và tiếng Việt. Người Tày Poọng cư trú tập trung tại các xã Tam Hợp, Tam Quang của Tương Dương.

## Dân số và địa bàn cư trú
Người Thổ có khoảng 69.000 người, chủ yếu sinh sống tại miền tây tỉnh Nghệ An (80 %) và tỉnh Thanh Hóa (13 %).
Theo Tổng điều tra dân số và nhà ở năm 2009, người Thổ ở Việt Nam có dân số 74.458 người, có mặt tại 60 trên tổng số 63 tỉnh, thành phố. Người Thổ cư trú tập trung tại tỉnh 
Nghệ An (59.579 người, chiếm 80,0% tổng số người Thổ tại Việt Nam), 
Thanh Hóa (9.652 người, chiếm 13,0% tổng số người Thổ tại Việt Nam), 
Lâm Đồng (966 người), 
Đồng Nai (657 người), 
Đắk Lắk (541 người), 
Bình Dương (510 người), 
Thành phố Hồ Chí Minh (362 người), 
Điện Biên (226 người), 
Đắk Nông (216 người), 
Hà Nội (211 người)...
Người Thổ có nhiều dòng họ, trong đó họ Trương là một họ lớn chiếm số đông trong cộng đồng.

## Đặc điểm kinh tế
Người Thổ làm rẫy trên cả đất dốc, cả đất bằng, trồng lúa và gai là chính. Cây gai cho sợi đan nhiều vật dụng cần thiết: túi, võng, lưới bắt cá, vó, lưới săn thú, v.v .Cá, chim, thú là nguồn thực phẩm quan trọng đối với người Thổ, họ có kinh nghiệm săn bắn, đánh bắt cá. Bên cạnh đó, rừng cung cấp các loại rau, quả, củ làm thức ăn thông thường cũng như khi đói kém.

## Tổ chức cộng đồng
Trong làng người Thổ, quan hệ gắn bó giúp đỡ lẫn nhau là nếp sống lâu đời. Theo tục cũ, toàn bộ đất đai, rừng núi, sông suối là của chung dân gian, mỗi người được quyền quản lý khi đang gieo trồng, được quyền khai thác khi là dân sống trong làng.

## Hôn nhân gia đình
Người Thổ có tục "ngủ mái": nam nữ thanh niên được nằm tâm tình với nhau, nhất là vào dịp tết, lễ hội, tuy nhiên không được có hành vi thiếu đúng đắn bởi dư luận và luật tục rất nghiêm minh. Từ những đêm "ngủ mái", họ chọn bạn trăm năm. Trong hôn nhân, nhà trai phải tốn không ít tiền của và trước khi cưới, chàng trai phải năng đến làm việc cho nhà vợ tương lai.

## Tục lệ ma chay
Đám tang của người Thổ trước kia có nhiều nét độc đáo. Họ dùng quan tài độc mộc, khiêng người chết đi chôn thì để chân hướng về phía trước, còn mộ thường để chân hướng xuôi theo chiều nước chảy.

## Văn hóa
Xưa kia người Thổ có nhiều ca dao, tục ngữ, câu đố, truyện cổ, các điệu ca hát của người lớn, những bài đồng dao của trẻ, đặc biệt là những điệu hát ru, v.v. Song vốn văn nghệ dân gian Thổ đến nay đã bị quên lãng, mất mát nhiều.
Cứ vào dịp hội hè lễ tết thì người Thổ lại tập trung nhau lại các đôi trai gái lai cùng nhau uống rượu cần, cùng hát múa, tiếng cồng chiêng hoà chung với những câu hát đối tạo nên những âm thanh vang vọng trong đêm hội. Chiêng của người Thổ giống với người Thái về cấu tạo nhưng họ lại có những điệu đánh khác hẳn. Người Thổ có những câu hát dối rất đặc sắc.

## Nhà cửa
Người Thổ quen sống trên nhà sàn, nhưng nhà của họ không có gì đặc biệt. ở vùng Lâm La nhà sàn của người Thổ giống hệt nhà người Mường. Ở những xã phía Nam, nhà người Thổ lại giống nhà người Thái. Nay nhiều nơi người ta đã chuyển sang nhà ở đất theo kiểu nhà người Việt.

## Trang phục
Khó nhận ra cá tính tộc người. Đồ mặc có nơi giống như y phục của người Kinh nông thôn nửa thế kỷ về trước, có nơi phụ nữ dùng cả váy mua của người Thái. Ở vùng Thổ phổ biến tập quán phụ nữ đội khăn vuông trắng, còn khăn tang là khăn trắng dài.

## Những người Thổ có danh tiếng
| Tên              | Sinh thời | Hoạt động |
| ---------------- | --------- | --- |
| Võ Thị Minh Sinh | 1970-...  | Phó Bí thư Tỉnh ủy Nghệ An, Nữ đại biểu Quốc hội Việt Nam khóa 14 (2021-2026) tỉnh Nghệ An                                                                                          |
| Trương Thị Vân   | 1964-...  | Nữ đại biểu Quốc hội Việt Nam khóa 11 (2001-2006) tỉnh Nghệ An |
| Trương Đình Thọ  | 1384-1442 | Vị tướng người dân tộc Thổ từng theo Vua Lê Lợi đánh quân Minh, Vua Lê Thái Tổ phong ông là Nghĩa Lục Hầu. Ông được thờ ở đền làng Lụi, xã Nghĩa Mỹ, thị xã Thái Hòa, tỉnh Nghệ An. |